# Tartar Island
Tartar Island ist eine 500 m lange Insel im Archipel der Südlichen Shetlandinseln. Sie liegt 800 m nordwestlich des Round Point vor der Nordküste von King George Island.
Das UK Antarctic Place-Names Committee benannte sie 1960 nach dem britischen Robbenfänger Tartar unter Kapitän Charles Pottinger (1790–1833), der zwischen 1821 und 1822 in den Gewässern um die Südlichen Shetlandinseln operiert hatte.
Polnische Wissenschaftler entdeckten zu Beginn der 1980er Jahre, dass die Insel nunmehr eine direkte Landverbindung zum Round Point hat. Sie benannten sie polnisch Przyladek Tartaru (englisch Tartar Point). Diese Benennung akzeptierte das UK Antarctic Place-Names Committee im Jahr 2008.